# Oseas Silva
Oseas Carvalho da Silva (São Paulo, 20 de novembro de 1978) é um cantor, pastor, produtor, arranjador e compositor brasileiro. É um dos principais integrantes do maior grupo de música gospel da América Latina, o Renascer Praise. Com a carreira musical de mais de 25 anos,  já lançou três álbuns solo. Já foi indicado ao Troféu Promessas na categoria Revelação, em 2012 e Melhor cantor em 2013.

## Biografia
Oseas Silva, nasceu em um lar evangélico, no bairro da Saúde, na capital de SP. Descobriu seu dom pela música desde os seis anos, quando começou a estudar teoria musical e violão no conservatório Santo Amaro com o Maestro Raul Berto. Começou ainda criança a cantar no Coral JMC com quem viajava por todo o Brasil. Lá, aprendeu a tocar baixo, abrir voz e a cantar. Congregou na igreja Casa da benção até 1992, depois Pentecostal do Brasil até 1994, Assembleia de Deus até 1997 e desde 1998 está no ministério Renascer em Cristo, onde foi ungido pastor em 2002, e é do grupo de louvor da igreja o Renascer Praise, desde o lançamento do álbum extra em Espanhol de 1999. Hoje é um dos produtores musicais do Renascer Praise e um dos sócios no Estúdio Ville em Santo André em São Paulo.
No Renascer Praise é autor de músicas como Milagre no altar, Toca em mim, Dom da Fé, Aleluias, Lugar de adoração e Glorificado além de co-produzir os disco 17, 18,19 e 20 do Grupo.
Já colaborou para grandes nomes da música gospel, produzindo e fazendo arranjos para: Peterson e Mag Ribeiro, Soraya Moraes, Talita Pagliarin, Aliança do Tabernáculo, Carol Celico, Renascer Praise e Wander Sylva. Além de ter produzido seus três discos.. Pelo Renascer Praise foi indicado como arranjador ao Grammy pelo disco Canto de Sião e com Soraya Moraes como arranjador com a música Cadeias quebrar.
Lançou o álbum Meu Tudo em 2011, e após uma tiragem independente, foi distribuído pelo selo da Canzion Brasil. Neste disco Oseas Silva regravou umas das canções mais bem sucedidas de sua carreira Milagre No Altar, num dueto com Dany Grace. Em 2013, Oseas lançou outro álbum, intitulado Meu Nome é Vida, que foi distríbuido pela Dos3 Music.. Em 2015 gravou o disco Aos pés da Cruz com músicas apenas de natal e páscoa, convidados como Julio Cesar, Ed Oliver, Ted Furtado e Elyas Vianna como arranjador. Segundo o cantor, este último projeto é mais voltado para a linha Worship 
e as composições retratam a pessoa de Cristo e sua obra em nós.[carece de fontes?]

## Discografia
| Ano  | CD                |
| ---- | ----------------- |
| 1987 | Jesus Meu Caminho |
| 2011 | Meu Tudo          |
| 2013 | Meu Nome é Vida   |
| 2015 | Aos Pés da Cruz   |
| 2017 | Single Dom da Fé  |

## Premiações
- Troféu Promessas - Melhor Cantor - 2012
- Troféu Promessas - Revelação - 2013
- Grammy - (arranjador) Álbum Canto de Sião e Cadeias quebrar (Soraya Moraes)